# Libědice
Libědice (en allemand : Libotitz) est une commune du district de Chomutov, dans la région d'Ústí nad Labem, en Tchéquie. Sa population s'élevait à 239 habitants en 2021.

## Géographie
Libědice est situé à 17 km au sud de Chomutov, à 61 km au sud-ouest d'Ústí nad Labem et à 80 km au nord-ouest de Prague.

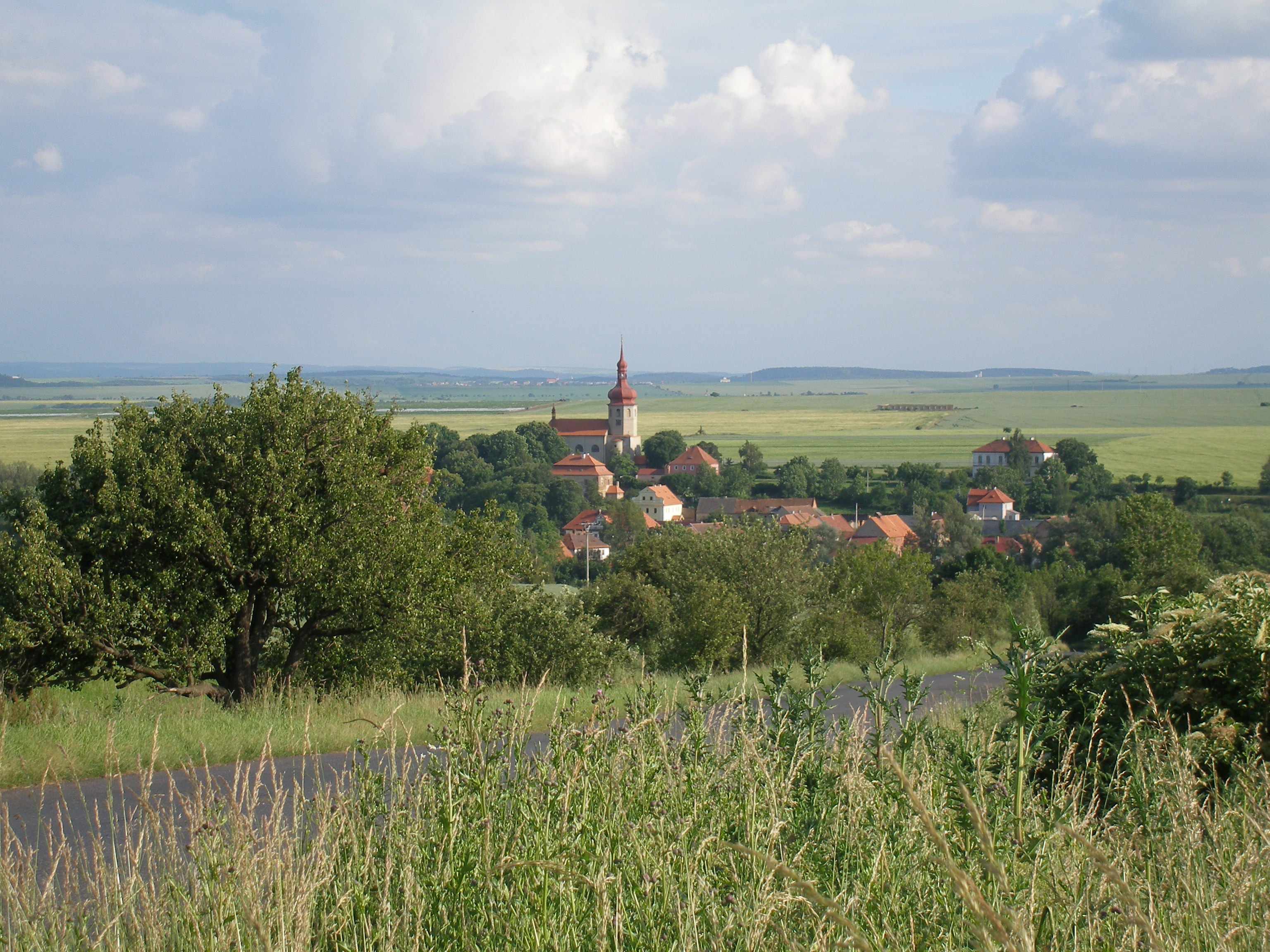
Libědice : vue générale.

La commune est limitée par Chbany au nord et au nord-ouest, par Nové Sedlo à l'est, par Podbořany et Veliká Ves au sud, et par Račetice et Pětipsy à l'ouest.

## Histoire
La première mention écrite du village remonte à 1226.

## Administration
La commune se compose de deux quartiers :
- Čejkovice
- Libědice

## Transports
Par la route, Libědice se trouve à 14 km de Žatec, à 20 km de Chomutov, à 81 km d'Ústí nad Labem et à 95 km de Prague.